# Căn cứ Cái Chanh
Căn cứ Cái Chanh là một di tích lịch sử quốc gia đặc biệt tại ấp Cây Cui, xã Ninh Thạnh Lợi, huyện Hồng Dân, tỉnh Bạc Liêu (nay thuộc ấp Cây Cui, xã Ninh Thạnh Lợi, tỉnh Cà Mau), Việt Nam.

## Lịch sử
Trong kháng chiến chống Pháp, giai đoạn 1949–1954, căn cứ Cái Chanh là nơi trú đóng và hoạt động cách mạng của lãnh đạo Xứ ủy Nam Bộ, Trung ương Cục miền Nam, Ủy ban Kháng chiến Hành chính Nam Bộ. Đây là nơi hoạt động của nhiều nhà cách mạng như: Lê Duẩn, Lê Đức Thọ, Phạm Hùng, Ung Văn Khiêm, Võ Văn Kiệt...
Đến thời kháng chiến giai đoạn 1973–1975, Cái Chanh là nơi đặt Căn cứ Tỉnh ủy Bạc Liêu. Tại đây, vào ngày 20 tháng 11 năm 1973 đã diễn ra Hội nghị Ban Chấp hành Đảng bộ tỉnh Bạc Liêu dưới sự chủ trì của ông Vũ Đình Liệu (Tư Bình), Bí thư Khu ủy Tây Nam Bộ. Hội nghị đã công bố quyết định tái lập tỉnh Bạc Liêu lần thứ nhất, chỉ định Ban Chấp hành Đảng bộ tỉnh gồm 11 ủy viên, do ông Nguyễn Văn Đáng (Tư Hườn), Khu ủy viên giữ chức Bí thư Tỉnh ủy. Cũng tại khu căn cứ này, ngày 13 tháng 1 năm 1975, Tỉnh ủy đã họp và quyết tâm giải phóng tỉnh Bạc Liêu; đồng thời quyết định dời Căn cứ Tỉnh ủy từ Cái Chanh về Lái Viết (Khu căn cứ Huyện ủy Hồng Dân thuộc ấp Lái Viết Ngọn, xã Ninh Quới) để thuận lợi trong chỉ đạo điểm tấn công giải phóng thị xã Bạc Liêu.

## Di tích
Hiện nay, di tích lịch sử Căn cứ Cái Chanh có tổng diện tích trên 50.000 m², gồm các hạng mục kiến trúc chủ yếu: Cổng, nhà trưng bày, nhà bia, nhà ở và làm việc của đồng chí Lê Duẩn, nhà hội trường, nhà đồng chí Bí thư Tỉnh ủy, nhà bếp của cơ quan Tỉnh ủy, nhà văn thư - y tế, nhà cơ yếu, nhà điện đài, nhà Trung đội phòng thủ, nhà Chánh văn phòng Tỉnh ủy, nhà Ban xây dựng căn cứ, nhà chờ, các hầm hố...
Năm 2011, Khu căn cứ Tỉnh ủy Bạc Liêu được Bộ Văn hóa, Thể thao và Du lịch xếp hạng là di tích lịch sử quốc gia.
Ngày 31 tháng 12 năm 2020, Thủ tướng Chính phủ ban hành Quyết định số 2280/QĐ-TTg về việc xếp hạng Căn cứ Cái Chanh là di tích lịch sử quốc gia đặc biệt.